# Oware

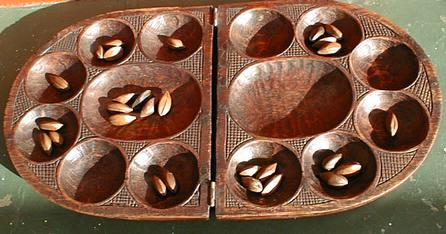
Oware din Camerun

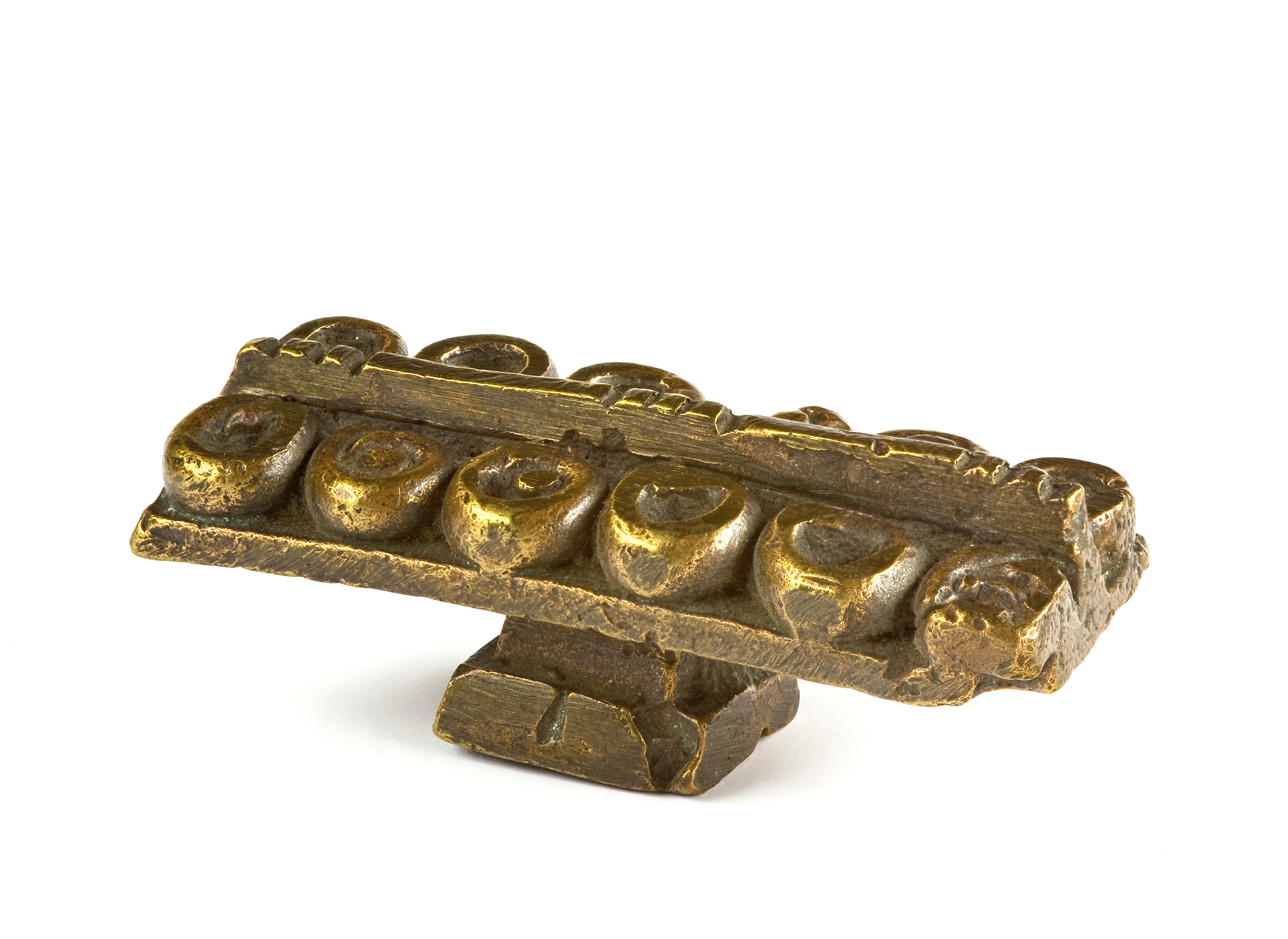
Oware Akan - MHNT

Oware este un joc de strategie abstractă de origine Akană. Face parte din familia de jocuri mancala și este jucat în Africa de Vest și zona Caraibelor. Cele mai uzuale denumiri ale jocului sunt Ayò (Yoruba), Awalé (Coasta de Fildeș), Wari (Mali), Ouri, Ouril or Uril (Capul Verde), Warri (Caraibe), Adji (Ewe), și Awélé (Ga).